# Großsteingrab Harkensee
Das Großsteingrab Harkensee war eine megalithische Grabanlage der jungsteinzeitlichen Trichterbecherkultur bei Harkensee, einem Ortsteil von Dassow im Landkreis Nordwestmecklenburg (Mecklenburg-Vorpommern). Es wurde vor 1841 zerstört. Der genaue Standort ist nicht überliefert. Auch über Ausrichtung und Maße liegen keine Angaben vor. Es besaß ein Hünenbett mit einer steinernen Umfassung, die bereits einige Zeit vor der vollständigen Zerstörung der Anlage entfernt worden war. Die Hügelschüttung war um 1841 sehr flach, aber noch erkennbar. Eine Grabkammer wird nicht erwähnt. Es könnte sich somit um ein kammerloses Hünenbett gehandelt haben, jedoch ist der Befund unsicher und Ewald Schuldt führte es als Großsteingrab unbestimmbaren Typs. Bei der Zerstörung wurden auf dem Boden der Hügelschüttung zahlreiche Menschenknochen, einige Tierknochen und ein Feuerstein-Beil gefunden. Das Beil wurde dem Verein für mecklenburgische Geschichte und Altertumskunde übereignet; sein Verbleib ist unklar.